# Allotoca dugesii
Allotoca dugesii är en fiskart som först beskrevs av Bean, 1887.  Allotoca dugesii ingår i släktet Allotoca och familjen Goodeidae. Inga underarter finns listade i Catalogue of Life.